# Rada Pruska
Rada Pruska stanowiła w latach 1454–1772 organ władzy ustawodawczej w Prusach Królewskich i Warmii. Rada była w I Rzeczypospolitej wyrazem odrębności ustrojowej na ziemiach pruskich. Wywodziła się z rady Związku Pruskiego. Początkowo w skład jej mieli wchodzić czterej wojewodowie, gubernator oraz przedstawiciele siedmiu miast. Po wojnie trzynastoletniej ustalił się jednak inny skład rady. Rada składała się początkowo z osób wybieranych przez sejmiki. Później skład rady stanowili wojewodowie, kasztelanowie, podkomorzowie, przedstawiciele większych miast, dwaj biskupi,  dwaj opaci oraz do 1508 roku przedstawiciele szlachty. Radzie przewodniczył gubernator. Skład rady ostatecznie ustalił się na początku XVI wieku. W skład rady wchodzili: biskupi warmiński i chełmiński, wojewodowie chełmiński, malborski, pomorski, kasztelanowie chełmiński, elbląski, gdański, podkomorzowie chełmiński, malborski, pomorski oraz przedstawiciele miast, po trzech z Torunia i Gdańska, dwóch z Elbląga. W późniejszym czasie delegacje gdańska i toruńska ograniczyły się także do dwóch osób. Delegacje miast posiadały po jednym głosie. Podkomorzowie pruscy w przeciwieństwie do analogicznych urzędów w Koronie, nie posiadali uprawnień sądowych pozwalających na rozsądzanie sporów granicznych, które to kompetencje w Prusach Królewskich włączono do uprawnień sądów ziemskich. Obradom Rady Pruskiej przewodniczył biskup warmiński. Rada Pruska była najwyższym organem Prus Królewskich. Najczęściej obradowała w czasie sejmików generalnych, od roku 1526 jako izba wyższa. Rada nie miała uprawnień do prowadzenia polityki zagranicznej, jej prerogatywy ograniczały się do polityki wewnętrznej (Prusy posiadały własny skarb, monetę, system podatkowy, prawo sądowe, herb i pieczęć).